# Jean-Miguel Garrigues
Jean-Miguel Garrigues (Istanbul, 12 giugno 1944) è un presbitero, teologo e docente francese di origine ispanica.
Membro corrispondente della Pontificia Accademia di Teologia, dal 1992 al 1994 ha tenuto i sermoni della domenica di Quaresima presso la Cattedrale di Notre-Dame di Parigi.

## Attività di teologo
Due dei suoi volumi di maggior successo furono Dieu sans idée du mal e À l'heure de notre mort. Sulla questione dello Spirito Santo e della Trinità, nell’81 diede alle stampe il libro intitolato L'Esprit qui dit : Père !. In seguito, fu convocato come esperto per l’elaborazione del documento Les traditions grecque et latine concernant la procession de l'Esprit-Saint (Le tradizioni greca e latina concernenti la processione dello Spirito Santo), pubblicato dal Pontificio consiglio per la promozione dell'unità dei cristiani nel settembre 1995.
Nell'opera pubblicata nel 2011 dal titolo Le Saint-Esprit, sceau de la Trinité : Le « Filioque » et l'originalité trinitaire de l'Esprit dans sa personne et dans sa mission (Lo Spirito Santo, sigillo della Trinità: il "Filioque" e l'originalità trinitaria dello Spirito nella sua persona e nella sua missione), raccolse  tutta la sua ricerca a partire dalla chiarificazione romana del Filioque e ne sviluppò le conseguenze per la teologia trinitaria dello Spirito Santo.
Nel 2015 parlò della situazione delle coppie divorziate risposate sulla rivista La Civiltà Cattolica, in occasione del Sinodo sulla famiglia convocato da papa Francesco.

## Altri incarichi
Grigues collaborò col gruppo coordinato dal domenicano Christoph Schönborn per la stesura del Catechismo della Chiesa cattolica. Dal 1992 al 1994 tenne i sermoni della domenica di Quaresima presso la Cattedrale di Notre-Dame di Parigi.
Inoltre, partecipò come relatore a due convegni, uno sull'antigiudaismo in ambiente cristiano e l'altro sull'Inquisizione, convocati da papa Giovanni Paolo II in Vaticano nel 1997 e nel 1998 per preparare gli atti di pentimento che il Sommo Pontefice avrebbe poi pronunciato a nome della Chiesa in occasione del Giubileo del 2000.
Già professore di teologia patristica presso lo ‘’studium’’ e l’Istituto San Tommaso d'Aquino del convento omonimo di Tolosa, nel 2019 fu inviato a Montellier quale docente al seminario di Ars. Fu assistente spirituale della Fraternità Sacerdotale Santa Maria Maddalena e membro corrispondente della Pontificia accademia di teologia.

## Opere
- Maxime le Confesseur: la charité avenir divin de l'homme, éd. Beauchesne, Parigi, 1976.
- L'Esprit qui dit « Père ! » et le problème du filioque, col. Croire et Savoir, Téqui, Parigi, 1982.
- L'unique Israël de Dieu (comme directeur et principal auteur), éd. Critérion, Parigi, 1987.
- L'Église, la société libre et le communisme, Julliard, 1989.
- Dieu sans idée du mal, Critérion, 1982. Ristampa edizioni Desclée, 1990.
- Ce Dieu qui passe par des hommes. Conférences de carême, 3 voll., Mame, 1994.
- La politique du meilleur possible, éd. Mame, Parigi, 1994.
- con Jean Legrez, Moines dans l'assemblée des fidèles à l'époque des Pères - IV-VIII, Beauchesne, 1997.
- L'Épouse du Dieu vivant: Marie, plénitude trinitaire de l'Église, éd. Parole et Silence, Parigi, 2000.
- A l'heure de notre mort. Accueillir la vie éternelle, ed. de l'Emmanuel, 2002.
- Le dessein bienveillant de Dieu à travers ses alliances. Catéchèses pour adultes, Ed. de l'Emmanuel, 2003.
- Le monde invisible des anges et leur mission dans le plan de Dieu, ed. de l'Emmanuel, 2004.
- Par des sentiers resserrés - Itinéraire d'un religieux en des temps incertains, Presses de la Renaissance, 2007.
- Deux martyrs de l'Eglise indivise, saint Maxime le Confesseur et le pape saint Martin : Le récit de leurs procès et de leur mort par des témoins oculaires, Cerf, 2011.
- Le dessein divin d'adoption et le Christ rédempteur à la lumière de Maxime de Confesseur et de Thomas d'Aquin, Cerf, 2011.
- Le Peuple de la première Alliance, approches chrétiennes du mystère d'Israël, Cerf, 2011.
- Le Saint Esprit, sceau de la Trinité. Le « Filioque » et l'originalité trinitaire de l'Esprit dans sa personne et dans sa mission, Cerf, 2011.
- Une morale souple mais non sans boussole, Cerf, 2017.
- L'impossible substitution. Juifs et chrétiens (I-III siècles), Les Belles Lettres, 2023.